# Metanoia (Porcupine Tree)
Metanoia è la seconda raccolta del gruppo musicale britannico Porcupine Tree, pubblicato nel dicembre 1998 dalla Chromatic Records.
Nel 2001 è stato ripubblicato dalla Delerium Records in edizione CD e con l'aggiunta dei brani Door to the River e Insignificance.

## Tracce

### 10"
Lato A
1. Mesmer I – 8:33
2. Mesmer II – 6:07

Lato B
1. Mesmer III/Coma Divine – 13:18

Lato C
1. Metanoia I/Intermediate Jesus – 14:32

Lato D
1. Metanoia II – 11:08
2. Milan – 2:30

### CD
1. Mesmer I – 8:33
2. Mesmer II – 6:04
3. Mesmer III/Coma Divine – 13:18
4. Door to the River – 4:31
5. Metanoia I/Intermediate Jesus – 14:14
6. Insignificance – 4:57
7. Metanoia II – 10:56
8. Milan – 2:30

## Formazione
- Richard Barbieri – sintetizzatore (tracce 1-3)
- Colin Edwin – basso fretless
- Chris Maitland – batteria
- Steven Wilson – chitarra, radio, tastiera aggiuntiva